# Dassault Mystère
Dassault MD.452 Mystère là một máy bay tiêm kích-ném bom của Pháp trong thập niên 1950.

## Phát triển
Sau sự thành công của mẫu máy bay Dassault Ouragan, hãng Dassault đã tiếp tục công việc với một máy bay tiên tiến hơn được dựa vào Ouragan, mẫu máy bay mới này bay lần đầu vào năm 1951 với tên gọi MD.452 Mystère I.
Nguyên mẫu đầu tiên của Mystere I thực chất là một chiếc Ouragan với cánh cụp góc 30° và được sửa đổi bề mặt đuôi. 2 nguyên mẫu khác tiếp tục được chế tạo, chúng được trang bị động cơ phản lực khí ly tâm Rolls-Royce Tay 250, một phiên bản cải tiến của Rolls-Royce Nene, được chế tạo theo giấy phép bởi hãng Hispano-Suiza, có lực đẩy theo lý thuyết là 28.0 kN (2.850 kp/ 6.280 lbf).
3 nguyên mẫu của Mystere I đã dẫn tới hai nguyên mẫu Mystere IIA, nó được trang bị động cơ Tay và vũ trang với 4 khẩu pháo Hispano 20 mm; và rồi bốn nguyên mẫu Mystere IIB đã thay 1 khẩu pháo 20mm bằng hai khẩu pháo quay DEFA 30 mm. Mystere IIA là máy bay Pháp đầu tiên đạt tốc độ Mach một trong một chuyến bay có kiểm soát (khi máy bay bổ nhào) vào ngày 28 tháng 10 năm 1951.
11 chiếc tiền sản xuất đã được chế tạo với tên gọi Mystere IIC, 9 chiếc được trang bị động cơ luồng khí quanh trục SNECMA Atar 101C, có lực đẩy lý thuyết là 24.5 kN (2.500 kp / 5.510 lbf), trong khi hai mẫu kia được thử nghiệm trang bị động cơ có buồng đốt lần hai Atar 101F, với lực đẩy sau khi đốt nhiên liệu lần hai là 37.3 kN (3.800 kp / 8.380 lbf).

## Lịch sử hoạt động
Không quân Pháp đã đặt mua 150 chiếc Mystere IIC, chiếc máy bay hoàn chỉnh đầu tiên bay vào tháng 6 năm 1954 và được chuyển giao cho các đơn vị vào tháng 10 cùng năm. Mystere IIC có điểm nổi bật là hai khẩu pháo DEFA 30 mm, một động cơ phản lực Atar 101D với lực đẩy 29.4 kN (3.000 kp, 6.615 lbf), cánh được tăng thêm góc lệch, khe lấy không khí được sửa lại và tăng thêm thùng nhiên liệu bên trong. Tốc độ của nó có thể đạt 1.030 km/h (640 mph) ở độ cao thấp. Những chi tiết bên ngoài không rõ ràng, nhưng một giả thiết hợp lý là nó tương tự như Dassault Ouragan.
Chiếc Mystere IIC cuối cùng được chuyển giao vào năm 1957, vào cùng thời điểm này kiểu máy bay này đã được chuyển thành máy bay huấn luyện cao cấp. Thiết kế máy bay gây ra những nguy hiểm khi bay vào thập niên 1950 và ngay cả khi Mystere IIC được biên chế vào các đơn vị, thì Dassault Mystere IVA vẫn tốt hơn trong sử dụng. Mystere IIC tuy nhiên vẫn được sử dụng trong thời gian chuyển tiếp này, kiểu máy bay này vẫn duy trì vai trò huấn luyện cho đến năm 1963.
Không có khách hàng nước ngoài mua Mystere II. Trong các biên bản, Israel đã muốn mua 24 chiếc nhưng đã thay đổi quyết định và chuyển sang mua Mystere IVA. Có vẻ là Mystere II chưa bao giờ được sử dụng trong không chiến.

## Các phiên bản
Chỉ có phiên bản Mystere III một chỗ, hay chính xác hơn là Mystere IIIN, được bắt nguồn từ thí nghiệm với Dassault Ouragan. Một trong số những nguyên mẫu ban đầu của Ouragan đã được chế tạo như một mẫu thuyết minh về một máy bay tiêm kích ban đêm, với một phần mũi cứng chứa radar đánh chặn trên không và những khe lấy không khí được di chuyển sang bên thân, dưới buồng lái. Nó được trang bị hai pháo DEFA và có tên gọi là "MD 350-30-L", "30" có nghĩa là cỡ nòng pháo là 30 mm và "L" có nghĩa là khe lấy không khí ở bên thân.
Những chiếc Ouragan sửa đổi được giữ nguyên hình dạng một chỗ. Nó được sự định để phát triển máy bay tiêm kích hai chỗ ban đêm có tên gọi "MD 451", nhưng việc phát triển của Mystere II có kết quả hấp dẫn hơn thay vì việc phát triển một phiên bản hai chỗ của Mystere II

## Quốc gia sử dụng

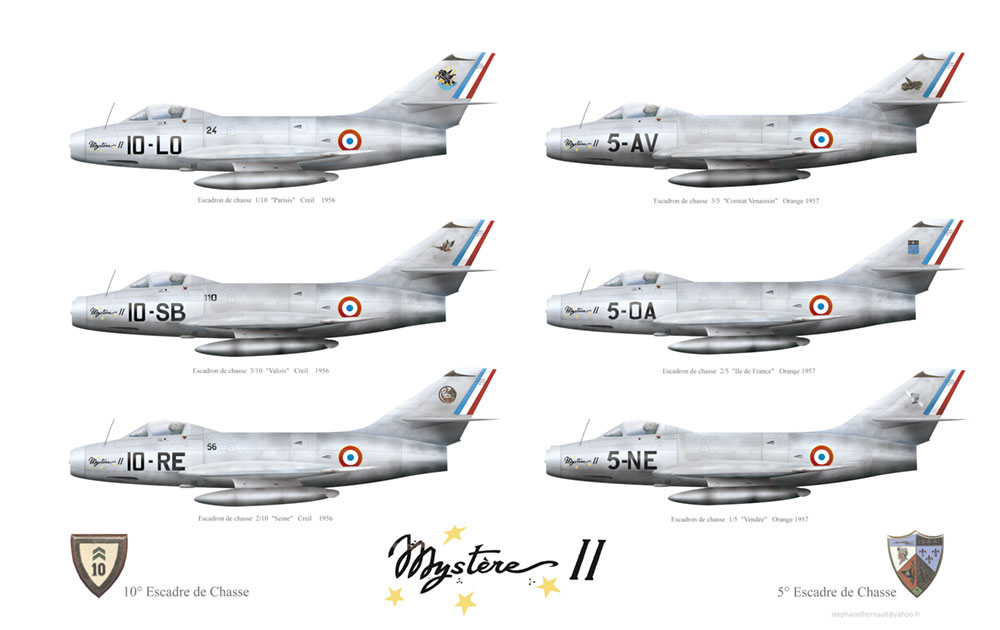
Dassault Mystère II 1956-1957

Pháp
- Không quân Pháp

## Thông số kỹ thuật (Mystère IIC)

### Đặc điểm riêng
- Phi đoàn: 1
- Chiều dài: 11.7 m (38 ft 6 in)
- Sải cánh: 13.1 m (42 ft 9 in)
- Chiều cao: 4.26 m (14 ft)
- Diện tích cánh: 30.3 m² (326 ft²)
- Trọng lượng rỗng: 5.225 kg (11.520 lb)
- Trọng lượng cất cánh: n/a
- Trọng lượng cất cánh tối đa: 7.475 kg (16.480 lb)
- Động cơ: 1× động cơ phản lực SNECMA Atar 101D, 29.4 kN (6.620 lbf)

### Hiệu suất bay
- Vận tốc cực đại: 1.060 km/h (575 knots, 660 mph)
- Tầm bay: 885 km (480 NM, 550 mi)
- Trần bay: 15.250 m (50.000 ft)
- Vận tốc lên cao: 23 m/s (4.530 ft/min)
- Lực nâng của cánh: n/a
- Lực đẩy/trọng lượng: n/a

### Vũ khí
- 2× Pháo DEFA 30 mm (1.18 in), 150 viên/khẩu

## Nội dung liên quan

### Máy bay có cùng sự phát triển
- Dassault Ouragan
- Dassault Mystère IV

### Máy bay có tính năng tương đương
- F-86 Sabre
- Mikoyan-Gurevich MiG-15

### Trình tự thiết kế
- Dassault: MD.450 - MD.451 - MD.452 - MD.453 - MD.454
- Mystère: I - II - III - IV - Super - XXII - XXIV

### Danh sách
- Danh sách máy bay chiến đấu
- Danh sách máy bay quân sự của Pháp